# Ehre der Samurai
Bei der Ehre der Samurai handelt es sich um ein Kartenspiel, in dem die Spieler in die Rollen von Samurai des 15. Jahrhunderts schlüpfen. Jeder Samurai dient einem ehrenwerten Daimyo und versucht selbst Ehre zu sammeln, welche im Spiel als Siegpunkte zählt. Dies erreicht er zum Beispiel, indem er eine Okugata (ehrenwerte Gemahlin) heiratet, ein wertvolles Schwert oder eine mächtige Burg besitzt oder seinem Daimyo dazu verhilft, Shogun zu werden und zu bleiben. In Acht nehmen muss er sich vor Dieben, Attentätern und Gesichtsverlust. Das Spiel endet, wenn es ein Spieler schafft, 400 oder mehr Ehrenpunkte zu sammeln.

## Spielmaterial
- 110 Spielkarten
- 60 Ehrenpunkte
- 6 Würfel
- 1 Spielanleitung

## Spielablauf
Das Spiel funktioniert rundenbasiert, wobei jeder Spieler während seines Zuges drei Phasen auszuführen hat. Jeder Spieler besitzt zu Beginn zwei übereinanderliegende Häuser: das Samurai-Haus sowie das Daimyo-Haus.

### Spielkarten
Abgesehen von den Aktionskarten besitzt jede Karte 3 Werte:
- Ehre bestimmt die Anzahl der erhaltenen Ehrenpunkte in Phase 1
- Ki (japanisch für geistige Stärke) bestimmt die Anzahl der möglichen Kartenaktionen in Phase 2
- Stärke bestimmt die Anzahl der möglichen Würfel im Falle eines Kampfes

| Spielkarte         | Anzahl    | Bedeutung | Ehre | Ki | Stärke |
| ------------------ | --------- | --- | --- | --- | --- |
| Samurai/Ronin      | 6         | Grundkarte, besitzt der Spieler keinen Daimyo, so wird diese Karte auf die Seite Ronin gedreht | 0 | 6 | 0 |
| Start-Daimyo       | 3/3       | Grundkarte zum Besitzen eines Daimyo-Hauses, mit diesem Daimyo startet ein Spieler | 5/10 | 0 | 1/2 |
| Daimyo             | 1/1/1/1   | Grundkarte zum Besitzen eines Daimyo-Hauses, mit diesem Daimyo startet ein Spieler | 10/15/20/30 | 0/2/1/1 | 4/3/5/4 |
| No-Dachi der Ahnen | 1         | Besitztum (Schwert) | 5 | 1 | 3 |
| Daisho der Ahnen   | 1         | Besitztum (Schwert) | 10 | 1 | 1 |
| Schmied Masamune   | 1         | Besitztum | 10 | 1 | 4 |
| Noh Theater        | 1         | Besitztum | 20 | 3 | 0 |
| Schusswaffen       | 1         | Besitztum | -20 | -2 | 6 |
| Krieger            | 13/16/9/7 | Besitztum – nur fünf Krieger pro Haus | 0/0/0/0 | 0/0/1/0 | 1/2/1/3 |
| Okugata            | 4/5       | ehrenwerte Frau – nur eine Okugata pro Haus | 5/10 | 4/3 | 0/0 |
| Burg Odawara       | 1         | nur eine Burg pro Daimyo-Haus, die Stärke der Burg dient nur der Verteidigung | 5 | 0 | 3 |
| Burg Osaka         | 1         | nur eine Burg pro Daimyo-Haus, die Stärke der Burg dient nur der Verteidigung | 10 | 1 | 4 |
| Burg Himeji        | 1         | nur eine Burg pro Daimyo-Haus, die Stärke der Burg dient nur der Verteidigung | 15 | 2 | 5 |
| Leibwache          | 5         | Beschützt ein Haus einmal vor einem Attentäter, der vier oder weniger würfelt. Danach kommt diese Karte immer auf den Ablagestapel. | 0 | 0 | 0 |
| Entehrung          | 4         | Ein Gegner verliert 75 Ehrenpunkte oder begeht Seppuku. Gilt als zwei Kartenaktionen | Ein Gegner verliert 75 Ehrenpunkte oder begeht Seppuku. Gilt als zwei Kartenaktionen | Ein Gegner verliert 75 Ehrenpunkte oder begeht Seppuku. Gilt als zwei Kartenaktionen | Ein Gegner verliert 75 Ehrenpunkte oder begeht Seppuku. Gilt als zwei Kartenaktionen |
| Gesicht wahren     | 9         | Nach einer Niederlage im Kampf wird das Daimyo-Haus nicht abgelegt oder der Ehrverlust durch Entehrung wird auf 30 Ehrenpunkte vermindert. Gilt nicht als Kartenaktion. Der Shogun kann die Karte nicht nutzen. Zu jeder Zeit spielbar. | Nach einer Niederlage im Kampf wird das Daimyo-Haus nicht abgelegt oder der Ehrverlust durch Entehrung wird auf 30 Ehrenpunkte vermindert. Gilt nicht als Kartenaktion. Der Shogun kann die Karte nicht nutzen. Zu jeder Zeit spielbar. | Nach einer Niederlage im Kampf wird das Daimyo-Haus nicht abgelegt oder der Ehrverlust durch Entehrung wird auf 30 Ehrenpunkte vermindert. Gilt nicht als Kartenaktion. Der Shogun kann die Karte nicht nutzen. Zu jeder Zeit spielbar. | Nach einer Niederlage im Kampf wird das Daimyo-Haus nicht abgelegt oder der Ehrverlust durch Entehrung wird auf 30 Ehrenpunkte vermindert. Gilt nicht als Kartenaktion. Der Shogun kann die Karte nicht nutzen. Zu jeder Zeit spielbar. |
| Ninja Dieb         | 3         | Stiehlt ein Besitztum aus einem beliebigen Haus. Der Benutzer verliert 15 Ehrenpunkte. | Stiehlt ein Besitztum aus einem beliebigen Haus. Der Benutzer verliert 15 Ehrenpunkte. | Stiehlt ein Besitztum aus einem beliebigen Haus. Der Benutzer verliert 15 Ehrenpunkte. | Stiehlt ein Besitztum aus einem beliebigen Haus. Der Benutzer verliert 15 Ehrenpunkte. |
| Elite Ninja Dieb   | 5         | Stiehlt zwei Besitztümer aus einem oder zwei beliebigen Häusern. Der Benutzer verliert 25 Ehrenpunkte. | Stiehlt zwei Besitztümer aus einem oder zwei beliebigen Häusern. Der Benutzer verliert 25 Ehrenpunkte. | Stiehlt zwei Besitztümer aus einem oder zwei beliebigen Häusern. Der Benutzer verliert 25 Ehrenpunkte. | Stiehlt zwei Besitztümer aus einem oder zwei beliebigen Häusern. Der Benutzer verliert 25 Ehrenpunkte. |
| Ninja Attentäter   | 5         | Besiegt einen Daimyo oder Samurai mit einem Würfelwurf von drei oder mehr. Der Benutzer verliert 25 Ehrenpunkte. | Besiegt einen Daimyo oder Samurai mit einem Würfelwurf von drei oder mehr. Der Benutzer verliert 25 Ehrenpunkte. | Besiegt einen Daimyo oder Samurai mit einem Würfelwurf von drei oder mehr. Der Benutzer verliert 25 Ehrenpunkte. | Besiegt einen Daimyo oder Samurai mit einem Würfelwurf von drei oder mehr. Der Benutzer verliert 25 Ehrenpunkte. |
| Shogun             | 1         | Shogun per kaiserlichem Dekret. Sonderkarte, Beschreibung siehe unten. | Ehre: 50 (3 Spieler), 75 (4 Spieler), 100 (5 Spieler), 150 (6 Spieler) | Ehre: 50 (3 Spieler), 75 (4 Spieler), 100 (5 Spieler), 150 (6 Spieler) | Ehre: 50 (3 Spieler), 75 (4 Spieler), 100 (5 Spieler), 150 (6 Spieler) |

Zu Beginn bekommen die Spieler einen Start-Daimyo und einen Samurai, danach werden sämtliche Karten mit Ausnahme der restlichen Samurai und des Shoguns gemischt. Dieser wird in der Mitte bereitgelegt.

### Phase 1: Ehrenpunkte bestimmen und erhalten
Besitzt ein Spieler einen Samurai, so darf er sich Ehrenpunkte nehmen. Besitzt er selbst einen Daimyo, so addiert er seine eigenen Ehrenpunkte zusammen und erhält dementsprechend Ehre. Ist er mit einem fremden Daimyo verbündet, so addiert er seine Ehrenpunkte mit denen des verbündeten Daimyo-Hauses zusammen, teilt diese Zahl durch zwei und nimmt sich – aufgerundet – entsprechende Ehrenpunkte.
Vergisst ein Spieler Phase 1, so bekommt er in diesem Zug keine Ehrenpunkte.

### Phase 2: Kartenaktionen durchführen, evtl. eine Erklärung abgeben
In dieser Phase kann der Spieler eine Erklärung abgeben, wobei folgende Erklärungen potenziell möglich sind:
- Mein Daimyo ist nun Shogun: Besitzt noch kein Spieler die Shogunkarte, so darf sich der Spieler, sofern er ein Daimyo besitzt, die Shogunkarte nehmen. Spätestens, wenn ein Spieler 100 Ehrenpunkte besitzt, ist diese Ansage Pflicht.
- Ich greife an: Nur ein Spieler, der im Besitz der Shogun-Karte ist oder eine Burg besitzt darf angegriffen werden. Ein Spieler ohne Daimyo darf diese Ansage nicht machen. Nach dieser Erklärung kommt es zum Kampf:
  - Beide Spieler ermitteln die Anzahl ihrer möglichen Würfel (Stärkepunkte/3, abrunden, maximal sechs Würfel). Besitzt einer der beiden Spieler einen Verbündeten, so darf er dessen Stärkepunkte hinzuzählen.
  - Beide Spieler würfeln und addieren ihre Augenzahlen zusammen. Derjenige mit der höheren Augenzahl gewinnt, bei Gleichstand wird noch einmal gewürfelt.
  - Ergebnis:
    - Der Besiegte muss sämtliche Karten seines Daimyo-Hauses, inklusive des Daimyos selbst ablegen und sein Samurai wird Ronin, es sei denn, es wird regelkonform eine Gesicht wahren-Karte gespielt. Es ist beispielsweise auch möglich, eine Gesicht wahren Karte zu spielen, wenn man nicht am Kampf beteiligt gewesen ist.
    - Der Sieger darf die Burg des Unterlegenen in sein Daimyo-Haus eingliedern, besitzt der Sieger bereits eine Burg, besteht die Möglichkeit des Austauschens
    - Besitzt der Besiegte die Shogun-Karte, so übernimmt der Sieger diese.
- Ich verbünde mich mit: Ist ein Spieler Ronin, so kann er diese Ansage machen und sich mit einem anderen Mitspieler, welcher einen Daimyo und noch keinen anderen Verbündeten besitzt, verbünden. Nun kann er in der nächsten Phase 1 evtl. wieder Ehre sammeln. Der andere Spieler muss das Bündnis annehmen.
- Ich löse das Bündnis mit: Diese Erklärung löst ein existierendes Bündnis, der erklärende verliert 25 Ehrenpunkte. Das Bündnis ist erst eine Runde später gelöst.

Außerdem muss der Spieler Kartenaktionen durchführen. Um die Anzahl seiner Kartenaktionen herauszubekommen, addiert er die Ki-Werte seiner ausgespielten Karten zusammen und teilt diese durch 3 (abrunden). Bekommt der Spieler während des Zuges mehr Ki, so darf er eine eventuell gewonnene Kartenaktion sofort ausführen. Maximal möglich sind jedoch fünf Kartenaktionen.
Als Kartenaktionen gelten:
- eine Karte vom Zugstapel ziehen, hierbei ist darauf zu achten, dass ein Spieler maximal sieben Karten auf der Hand halten darf.
- eine Karte aus der Hand ohne Wirkung auf den Ablagestapel legen.
- eine erlaubte Karte aus der Hand zu den jeweiligen Konditionen und mit den jeweiligen Auswirkungen spielen.

### Phase 3: Das Ende des Zuges bekannt geben
Am Ende seines Zuges muss der Spieler bekannt geben, dass er den Zug beendet hat. Sein linker Nachbar ist nun an der Reihe.

### Sonstige Regeln
- Es ist möglich, negative Ehre zu bekommen
- Es ist möglich, Ninjakarten gegen eigene Häuser auszuspielen
- Es existieren drei Möglichkeiten, auf die Karte Entehrung zu reagieren:
  - Der Spieler zahlt 75 Ehrenpunkte
  - Der Spieler benutzt regelkonform die Gesicht wahren Karte
  - Der Spieler kann seinen Daimyo oder Samurai Seppuku begehen lassen. Er muss in diesem Fall keine Ehre abgeben, verliert jedoch alle Karten des jeweiligen Hauses mit Ausnahme der Samurai/Ronin Karte
- In einem Bündnis:
  - dürfen die Bündnispartner Karten in alle verbündeten Häuser spielen
  - Es kann vorzeitig gelöst werden durch:
    - die Karte Entehrung, welche auf den Verbündeten gespielt wird, es sei denn, es wird die Karte Gesicht wahren gespielt
    - ein geschicktes Attentat entweder auf den Samurai ohne Daimyo oder den Daimyo
    - Spielen eines neuen Daimyos

  - Besiegt der daimyolose Samurai den Verbündeten Samurai mithilfe eines Attentäters, so erhält er dessen komplettes Daimyo-Haus inklusive aller in diesem Haus ausgespielten Karten. Diese Aktion kostet allerdings 50 statt 25 Ehrenpunkte.

## Kritik
Das Spiel wurde aufgrund der komplexen Anleitung nicht gut aufgenommen. Ein weiterer Mängelpunkt ist, dass die Glückskomponente durch das Würfeln und Kartenziehen zu hoch ist, um wirklich Strategien zu entwickeln.